# Skarbona
Skarbona (niem. Birkendorf) – wieś w Polsce, położona w województwie lubuskim, w powiecie krośnieńskim, w gminie Maszewo.
W latach 1975–1998 miejscowość administracyjnie należała do województwa zielonogórskiego.